# Al-Shat Sports Club
L'Al-Shat Sports Club è una società calcistica libica con sede nella città di Tripoli. Milita nella massima divisione del campionato libico.

## Storia
L'Al-Shat ha vinto il campionato 1995-1996 e la Coppa di Libia 1997-1998. Nel 1999, l'Al-Shat arriva al secondo turno della Coppa delle Coppe d'Africa, eliminato dal AS Mineurs della Guinea, con un 6-0 complessivo.

## Palmarès

### Competizioni nazionali
- Campionato libico: 1

1995-1996
- Coppa di Libia: 1

1997-1998

### Altri piazzamenti
- Supercoppa di Libia:

Finalista: 1998